# 24609 Evgenij
24609 Evgenij este un asteroid din centura principală de asteroizi.

## Descriere
24609 Evgenij este un asteroid din centura principală de asteroizi. A fost descoperit pe 7 septembrie 1978 la Observatorul de Astrofizică din Crimeea de Tamara Smirnova. El prezintă o orbită caracterizată de o semiaxă mare de 2,32 ua, o excentricitate de 0,25 și o înclinație de 5,0° în raport cu ecliptica.